# Marsilea schelpeana
Marsilea schelpeana är en klöverbräkenväxtart som beskrevs av Georg Oskar Edmund Launert. Marsilea schelpeana ingår i släktet Marsilea och familjen Marsileaceae.
IUCN kategoriserar arten globalt som sårbar (VU). Inga underarter finns listade.

## Bildgalleri

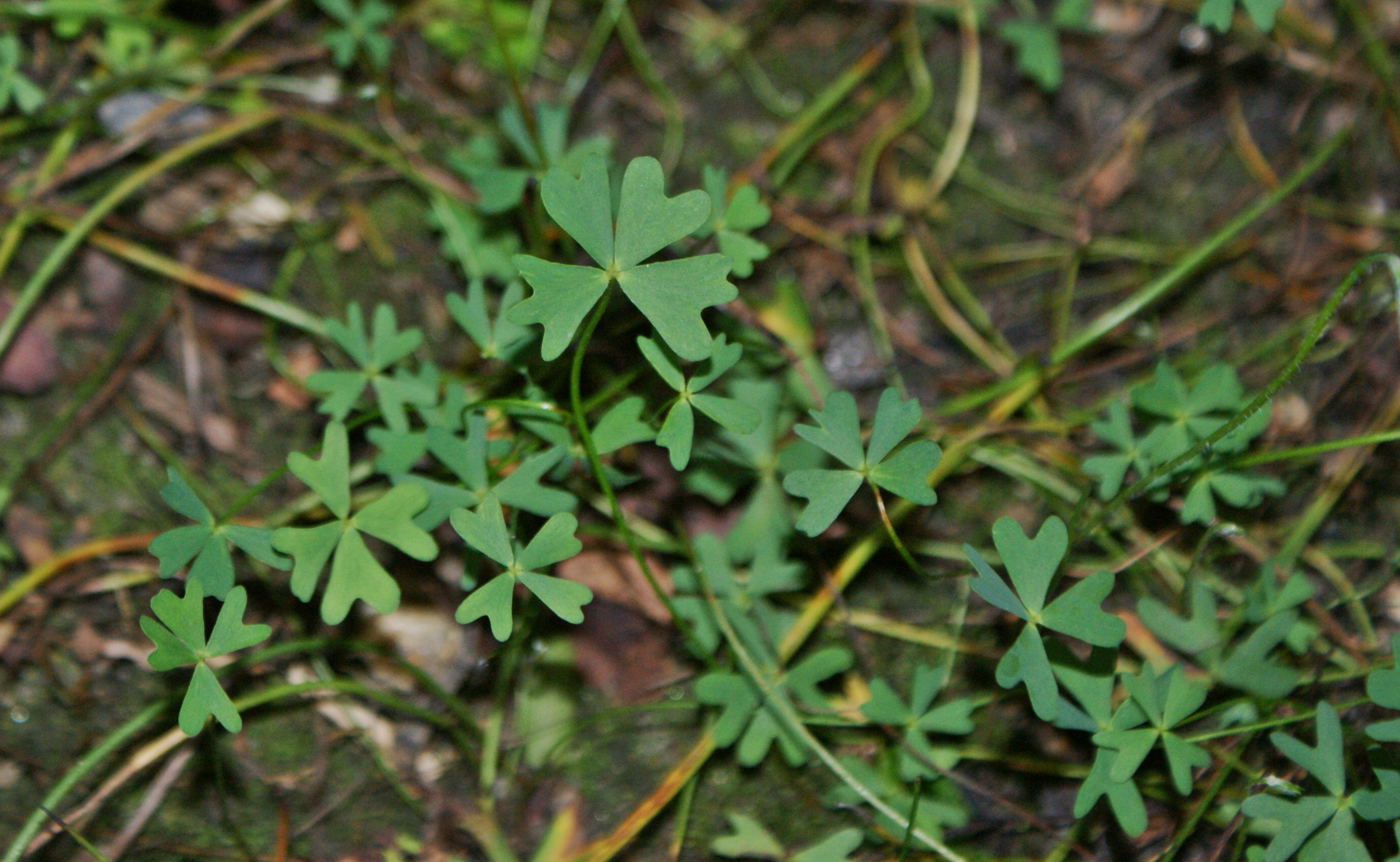
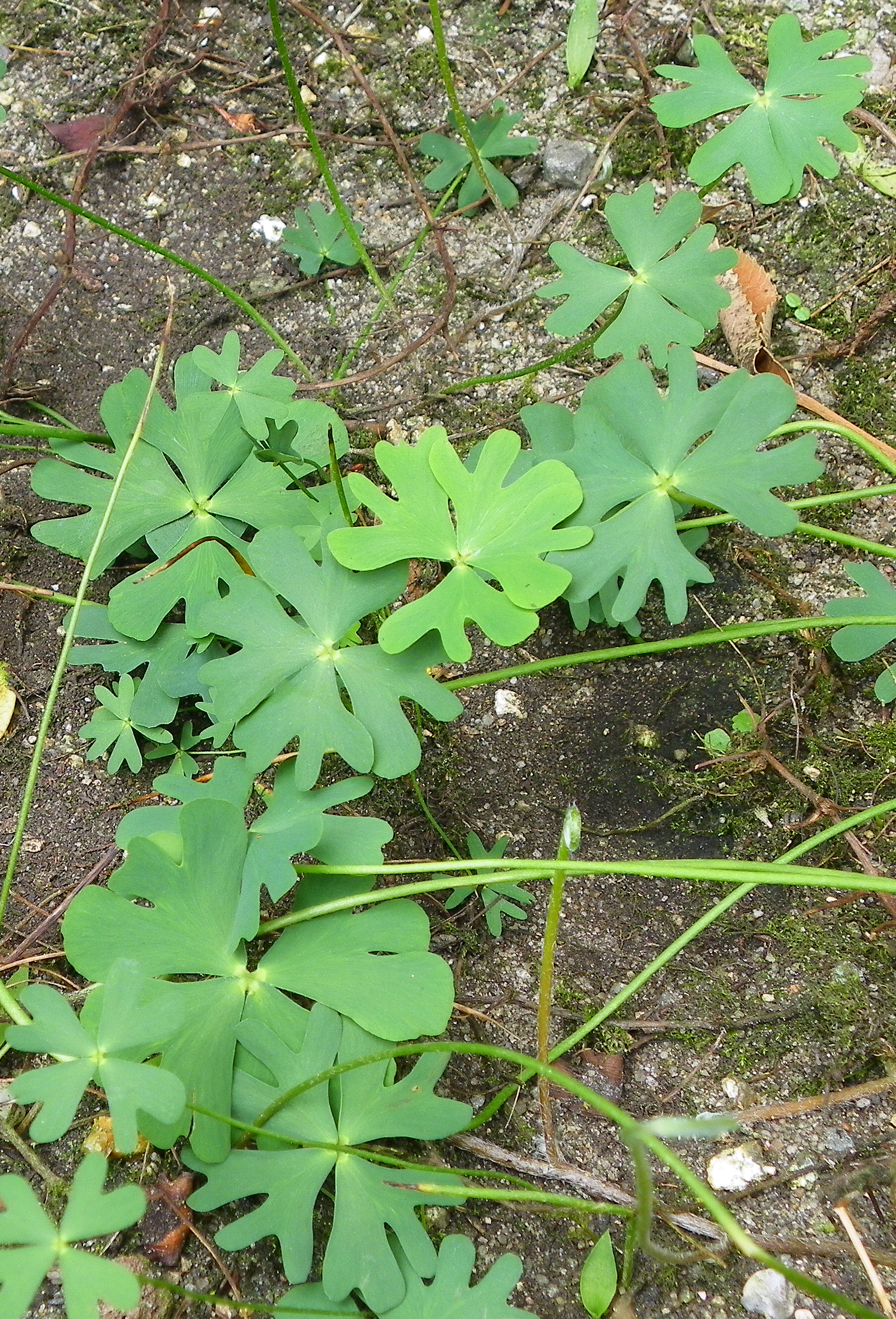